# دختری با روسری قرمز
«دختری با روسری قرمز» (ترکی استانبولی: Selvi Boylum, Al Yazmalım) فیلمی ترکیه‌ای در سبک رُمانتیک و درام است که در سال ۱۹۷۸ منتشر شد.

## موضوع فیلم
«الیاس» راننده کامیونی است که از استانبول راهی دهکده‌ای دورافتاده شده تا در طرح ساخت و ساز یک سد کار کند. وقتی کامیونش در یک جادهٔ گِلی گیر می‌کند، با «آسیه»، زنی که در دهکده او را به نام «روسری قرمز» می‌شناسند برخورد می‌کند. آنها عاشق هم شده، ازدواج می‌کنند و صاحب فرزندی می‌شوند و...